# Dennis Tueart
Dennis Tueart (Newcastle upon Tyne, 27 novembre 1949) è un ex calciatore inglese, di ruolo attaccante.
È primatista di reti (2) con il Sunderland nelle competizioni calcistiche europee.
Durante la sua carriera ha vestito le maglie di Sunderland, Manchester City, New York Cosmos, Stoke City, Burnley e Derry City totalizzando 467 presenze e 163 marcature.
Si affermò come attaccante della squadra dell'anno PFA della Football League Second Division nella stagione 1973-1974 e come attaccante della squadra dell'anno PFA della Football League First Division nelle stagione 1975-1976 e 1976-1977.
Tra il 1975 e il 1977 fece parte della Nazionale inglese: siglò 2 reti giocando 6 incontri.

## Palmarès

### Club

#### Competizioni nazionali
- Coppa d'Inghilterra: 1

Sunderland: 1972-1973
- Coppa di Lega inglese: 1

Manchester City: 1975-1976
- Soccer Bowl: 1

New York Cosmos: 1978